# スイス人の一覧
スイス人の一覧（スイスじんのいちらん）は、スイス出身の著名人を五十音順に並べたものである。

## あ行
- シモン・アマン - ノルディックスキージャンプ選手
- エリアス・アンビュール - フリースキーヤー
- アーノルド・ウイトリッヒ - 農家・DKSH社員
- ヨハン・ダビット・ウィース - 作家
- パウル・ヴィルト - 天文学者
- エヴァ・エフドキモワ - バレエダンサー
- レオンハルト・オイラー - 数学者

## か行
- ファビアン・カンチェラーラ - 元プロサイクルロードレース選手
- アンドレア・キエーザ - レーシングドライバー
- H・R・ギーガー - 画家
- アンリ・ギザン - 軍人
- ゴットリーブ・ヤコブ・クーン（ドイツ語版） - 牧師、フォークソングライター（民謡執筆家）。改革派としての一面も持ち合わせていた
- エマヌエル・ド・グラッフェンリード - レーシングドライバー
- ガブリエル・クラメール - 数学者
- ランディ・クルメナッハ - オートバイレーサー
- ロマン・グロージャン - レーシングドライバー、フランスとの二重国籍
- ル・コルビュジエ - 建築家

## さ行
- ペーター・ザウバー - レーシングチームオーナー
- ジョー・シフェール - レーシングドライバー
- オトマール・シェック - 作曲家
- グラニト･ジャカ - サッカー選手
- アルベルト・ジャコメッティ - 彫刻家
- ステファヌ・シャピュイサ - サッカー選手
- ヨハン・シュナイダー＝アマン - 実業家・政治家、スイス連邦大統領
- マルセル・ジュノー - 医師
- ヨハンナ・シュピリ - 作家
- マルティン・ズーター - 小説家・脚本家
- テオフィル・アレクサンドル・スタンラン - 画家
- ミシェル・ステー - 映画監督
- アルフォンシーナ・ストルニ - アルゼンチンの詩人
- マルク・スレール - レーシングドライバー
- フィリップ・センデロス - サッカー選手
- フェルディナン・ド・ソシュール - 言語学者
- デビット・ゾペティ - 作家

## た行
- アラン・タネール - 映画監督
- ルイジ・タベリ - オートバイレーサー
- ベルナール・チュミ - 建築家
- フルドリッヒ・ツヴィングリ - 宗教家
- ジョエル・ディケール（英語: Joël Dicker） - 作家
- シルヴァナ・ティリンツォーニ - カーリング選手
- エーリッヒ・フォン・デニケン - SF作家
- シャルル・デュトワ - 指揮者
- アンリ・デュナン - 実業家
- ハインリヒ・ツォリンガー - 植物学者
- オーギュスタン・ピラミュ・ドゥ・カンドール - 植物学者
- アントワーヌ・ドルザ - フィギュアスケート選手
- ピエール・ジャケ・ドロー - 時計師

## な行
- アンリ・ネスレ - 実業家
- ジャック・ネッケル - 銀行家・政治家

## は行
- カール・バルト - 神学者
- シリル・ハンツィカー - フリースキーヤー
- オーギュスト・ピカール - 物理学者
- デニス・ビールマン - フィギュアスケート選手
- マルチナ・ヒンギス - テニス選手
- ニコラ・ブーヴィエ（英語: Nicolas Bouvier） - 作家・写真家
- ロジャー・フェデラー - テニス選手
- セバスチャン・ブエミ - レーシングドライバー
- グレガー・フォイテク - レーシングドライバー
- アンディ・フグ - 空手家
- アレクサンダー・フライ - サッカー選手
- ゼップ・ブラッター - 国際サッカー連盟（FIFA）第8代会長
- ヤーコプ・ブルクハルト - 歴史家
- アブラアム＝ルイ・ブレゲ - 時計師
- ダニエル・ペーター - ショコラティエ
- ヨハン・ハインリヒ・ペスタロッチ - 教育者
- ベルナルダッツィ兄弟（英語版）
  - ジョセフ・ベルナルダッツィ（ロシア語版）（ジュゼッペ・マルコ・ベルナルダッツィ） - ロシアの建築家。ティチーノ州出身
- ヴァンサン・ペレーズ - 俳優
- マリオ・ボッタ - 建築家
- シャルル・ボネ - 博物学者・哲学者
- アルバート・ホフマン - 科学者

## ま行
- コンラート・フェルディナント・マイヤー - 作家・詩人
- ジャン・マリニャック - 化学者
- フランク・マルタン - 作曲家
- ヘルベルト・ミューラー - レーシングドライバー
- パトリック・ミュラー - サッカー選手
- フランク・ミュラー - 時計師
- シルビオ・モーザー - レーシングドライバー

## や行
- フランソワ・ユーベル - 博物学者
- カール・グスタフ・ユング - 精神科医・心理学者

## ら行
- ステファン・ランビエール - フィギュアスケート選手
- ステファン・リヒトシュタイナー - サッカー選手
- ジョルジュ＝ルイ・ルサージュ - 物理学者
- ジャン＝ジャック・ルソー - 思想家・哲学者
- クレイ・レガツォーニ - レーシングドライバー
- マルク・ロセ - テニス選手
- ヘルマン・ロールシャッハ - 精神分析家

## わ行
- スタン・ワウリンカ - テニス選手